# Ute Rührold
Ute Rührold   (Zerbst, 9 de desembre de 1954), posteriorment Böhme i Klawonn, és una pilot de luge alemanya, ja retirada, que va competir sota bandera de la República Democràtica Alemanya, durant la dècada de 1970. Es casà, i posteriorment divorcià, amb el jugador d'handbol Wolfgang Böhme.
El 1972 va prendre part en els Jocs Olímpics d'Hivern de Sapporo, on guanyà la medalla de plata en la prova individual del programa de luge. Quatre anys més tard, als Jocs d'Innsbruck, revalidà la medalla de plata en la mateixa prova. En el seu palmarès també destaquen dues medalles de plata i una de bronze al Campionat del món de luge i una d'or, una de plata i una de bronze al Campionat d'Europa.